# Silvia Berger (Skirennläuferin)
Silvia Berger (* 7. November 1980 in Westendorf) ist eine ehemalige österreichische Skirennläuferin. Sie ist Mitglied des Ski-Clubs Westendorf und fuhr vor allem in den Disziplinen Super-G und Riesenslalom. Gelegentlich bestritt sie auch Abfahrten, wenn auch weitaus weniger häufig als noch zu Beginn ihrer Karriere.

## Biografie
Ihren ersten Einsatz in einem FIS-Rennen hatte Berger im Dezember 1995, zwei Jahre später folgte das erste Rennen im Europacup. Während der Saison 1998/99 schien ihr eine sehr erfolgreiche Karriere bevorzustehen. Am 2. Jänner 1999 bestritt sie ihr erstes Weltcup-Rennen und erreichte beim Riesenslalom in Maribor auf Anhieb den 20. Platz. Im Europacup gewann sie vier Rennen und wurde damit Gesamtsiegerin sowie Siegerin der Abfahrts- und der Riesenslalom-Wertung. Außerdem gewann sie bei den Juniorenweltmeisterschaften 1999 jeweils die Silbermedaille im Super-G und im Riesenslalom.
Am 9. Dezember 1999 wurde sie im Riesenslalom von Val-d’Isère Zweite. Dies sollte ihr bestes Weltcupergebnis sein, denn zehn Tage später erlitt sie bei einem Sturz im Super-G von St. Moritz einen Kreuzbandriss. Nach dieser Verletzung konnte sie nie mehr ganz an ihre früheren Leistungen anknüpfen, rutschte ins Mittelfeld ab und musste vermehrt im Europacup antreten. Im Weltcup platzierte sie sich zwar regelmäßig in den Punkterängen, doch reichte es nur zweimal zu einem Podestplatz: 2004 in Veysonnaz und 2005 in Cortina d’Ampezzo wurde sie jeweils Dritte im Super-G. Insgesamt fuhr sie bisher 20-mal unter die besten Zehn.
Aufgrund der starken mannschaftsinternen Konkurrenz im ÖSV konnte sich Berger nie für Olympische Winterspiele qualifizieren. Sie startete nur einmal bei Weltmeisterschaften: Bei den Weltmeisterschaften 2005 in Santa Caterina Valfurva wurde sie Elfte im Super-G. Im März 2008 wurde sie österreichische Meisterin im Super-G und Vizemeisterin in der Abfahrt. Am 23. April 2009 gab sie mit 28 Jahren ihren Rücktritt vom aktiven Skirennsport bekannt.

## Sportliche Erfolge

### Weltmeisterschaften
- Bormio 2005: 11. Super-G

### Juniorenweltmeisterschaften
- Pra Loup/La Sauze 1999: 2. Super-G, 2. Riesenslalom, 18. Slalom, 49. Abfahrt

### Weltcup
- 3 Podestplätze
- 20 Platzierungen unter den besten zehn

### Europacup
- Saison 1998/99: Gesamtsiegerin, 1. Abfahrtswertung, 1. Riesenslalomwertung
- Saison 2002/03: 5. Riesenslalomwertung
- Saison 2004/05: 3. Abfahrtswertung
- Saison 2005/06: 3. Riesenslalomwertung
- 26 Podestplätze, davon 9 Siege

| Datum             | Ort          | Land        | Disziplin    |
| ----------------- | ------------ | ----------- | ------------ |
| 15. Dezember 1998 | Bardonecchia | Italien     | Riesenslalom |
| 13. Jänner 1999   | Veysonnaz    | Schweiz     | Abfahrt      |
| 14. Jänner 1999   | Veysonnaz    | Schweiz     | Abfahrt      |
| 27. Jänner 1999   | Zauchensee   | Österreich  | Abfahrt      |
| 21. Dezember 2002 | Zwiesel      | Deutschland | Riesenslalom |
| 22. Dezember 2002 | Zwiesel      | Deutschland | Riesenslalom |
| 15. Dezember 2004 | Zauchensee   | Österreich  | Abfahrt      |
| 15. Februar 2006  | Abetone      | Italien     | Riesenslalom |
| 13. März 2006     | Zauchensee   | Österreich  | Riesenslalom |

### Weitere Erfolge
- österreichische Meisterin im Super-G 2008
- 7 Siege in FIS-Rennen (6 × Riesenslalom, 1 × Super-G)